# Église des Saints-Anges de Laeken
 (août 2025).
Si vous disposez d'ouvrages ou d'articles de référence ou si vous connaissez des sites web de qualité traitant du thème abordé ici, merci de compléter l'article en donnant les références utiles à sa vérifiabilité et en les liant à la section « Notes et références ».
Pour les articles homonymes, voir Laeken (homonymie).
Léglise des Saints-Anges (en néerlandais : Heilige Engelenkerk) est un édifice religieux catholique sis à la rue du gaz à Laeken (ville de Bruxelles) en Belgique. D'architecture simple et sans ressemblance à ce que l'on appelle habituellement 'église', l'église fut construite en 1985. Elle est le lieu de culte de la paroisse du même nom canoniquement érigée en 1963.  

## Histoire

### Premier lieu de culte
En 1963, sous l'impulsion du chanoine Fernand De Wil qui désirait diviser sa grande paroisse en plusieurs petites unités plus conviviales et proches des fidèles, l'abbé Robert Van Houtvin fonda, avec l'aide des riverains et d'une communauté de sœurs hospitalières, la paroisse des Saints-Anges au n°25 de la rue Ledeganck, à Bruxelles (Laeken).

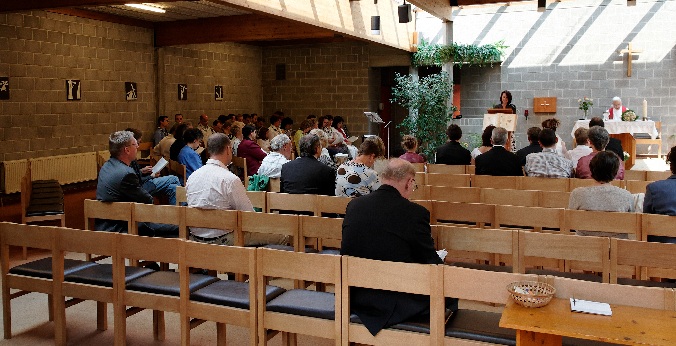
la congrégation en prière

### Nouvelle église
Une grande salle polyvalente offrant un vaste espace aménagé en lieu de culte et des locaux de réunion pour la paroisse fut construite à l'arrière de la maison sise au 61 rue du gaz, à proximité du square Prince Léopold, aux confins des communes de Bruxelles (Laeken) et Jette. Seule une croix et cloche au dessus de la porte d'entrée différencie le bâtiment des autres. Le samedi 25 janvier 1986 la paroisse des Saints-Anges s’installe à son adresse actuelle, au n° 61 de la rue au Gaz, à Bruxelles. 